# Symplast

De apoplastische en symplastische transporten

De symplast omvat het gedeelte van alle plantencellen dat binnen de celmembranen ligt en waarbinnen water en stoffen bestaande uit kleine moleculen vrij van cel naar cel kunnen diffunderen.
De plasmodesmata in de celwanden zorgen voor een directe stroming van cel naar cel van kleine moleculen, zoals van suikers, aminozuren, plantenhormonen en metabolieten. Grote moleculen inclusief transcriptiefactoren en plantenvirusen kunnen met behulp van actinefilamenten ook van cel naar cel worden getransporteerd. Omdat de plasmodesmata in eerste instantie te nauw voor een plantenvirus zijn, maakt het virus een transporteiwit aan om ze vergroten.
Water en voedingsstoffen stromen op deze manier rechtstreeks van het cytoplasma van een cel naar het cytoplasma van de volgende cel. Die stroom wordt door de concentratiegradiënt bepaald. Deze stroom vindt vooral in de wortels van planten plaats bij het opnemen van meststoffen. Het zorgt ervoor dat de in het celvocht opgeloste stoffen van de rhizodermiscellen door de cortex in de endodermis en eventueel in de pericykel komen, en daarna door het xyleem verder in de plant worden gebracht.
De apoplast omvat ruwweg alle celwanden en de intercellulaire ruimten, dus ligt net buiten de symplast. Hierin vindt passieve, niet selectieve diffusie van stoffen plaatsvindt.